# Tour d'Érythrée
Le Tour d'Érythrée est une épreuve cycliste créée en 1946. Elle se déroule sous la forme d'une course à étapes. La course a été disputée une première fois en 1946, mais elle n'est officiellement reconnue par l'Union cycliste internationale que depuis l'édition 2009. Elle fait partie de l'UCI Africa Tour en catégorie 2.2 en 2009 puis de 2011 à 2013 et à nouveau à partir de 2016.

## Palmarès
| Année     | Vainqueur                  | Deuxième             | Troisième        |
| --------- | -------------------------- | -------------------- | ---------------- |
| 1946      | Nunzio Barilà              |                      |                  |
| 1947-2000 | Non-disputé                | Non-disputé          | Non-disputé      |
| 2001      | Habte Weldesimon           |                      |                  |
| 2002      | Michael Tekle              |                      |                  |
| 2003      | Habte Weldesimon           | Ephrem Tewelde       | Merhawi Yemane   |
| 2004      | Habte Weldesimon           |                      |                  |
| 2005      | Michael Tykue              | Michael Misghena     | Muse Tekleab     |
| 2006      | Michael Misghena           | Efrem Abrham         | Mogos Dawit      |
| 2007      | Merhawi Gebrehiwet         | Dawit Haile          | Michael Tykue    |
| 2008      | Merhawi Gebrehiwet         | Dawit Haile          | Fregalsi Debesay |
| 2009      | Bereket Yemane             | Daniel Teklehaimanot | Khsay Melake     |
| 2010      | Natnael Berhane            | Michael Tykue        | Mehreteab Tedros |
| 2011      | Meron Russom               | Tesfay Abraha        | Jani Tewelde     |
| 2012      | Jacques Janse van Rensburg | Fregalsi Debesay     | Azzedine Lagab   |
| 2013      | Mekseb Debesay             | Merhawi Kudus        | Meron Amanuel    |
| 2014-2015 | Non-disputé                | Non-disputé          | Non-disputé      |
| 2016      | Merhawi Goitom             | Tesfay Mehretab      | Adhanom Zemekael |
| 2017      | Zemenfes Solomon           | Jean Claude Uwizeye  | Amanuel Tsegay   |

## Statistiques
| Victoires | Coureur            | Pays     | Années             |
| --------- | ------------------ | -------- | ------------------ |
| 3         | Habte Weldesimon   | Érythrée | 2001, 2003 et 2004 |
| 2         | Merhawi Gebrehiwet | Érythrée | 2007 et 2008       |

| Victoires | Pays                  |
| --------- | --------------------- |
| 12        | Érythrée              |
| 1         | Afrique du Sud Italie |